# 토마소 안토니오 비탈리

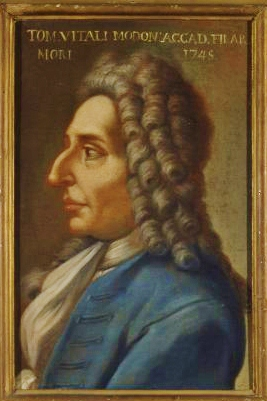
토마소 안토니오 비탈리

토마소 안토니오 비탈리(이탈리아어: Tomaso Antonio Vitali, 1663년 3월 7일 ~ 1745년 5월 9일)는 바로크 시대 중기부터 후기까지의 이탈리아 작곡가이자 바이올리니스트였다. 조반니 바티스타 비탈리의 장남인 그는 주로 바이올린 과 콘티뉴오를 위한 샤콘 G단조로 알려져 있으며, 전통적으로 작곡가로 여겨진다. 이 작품은 독일 바이올리니스트 페르디난트 다비드가 편집한 Die Hoch Schule des Violinspiels (1867)의 드레스덴에 있는 Sächsische Landesbibliothek의 원고에서 출판되었다. 그 작품의 광범위한 전조는 그것이 진정한 바로크 작품이 될 수 없다는 추측을 불러일으켰고, 비탈리의 다른 작품과의 유사성 부족으로 인해 현대 학자들은 그 귀속에 대해 심각한 의구심을 갖게 되었다.